# 1000 cosas
1000 cosas (estilizado como 1000COSAS, en mayúsculas todo junto) es una canción de la bailarina y cantante española Lola Índigo junto al colombiano Manuel Turizo. Fue lanzado el 8 de abril de 2024 como primer sencillo de su cuarto álbum de estudio, Nave Dragón a través de Universal Music Spain.

## Videoclip
El vídeo musical fue estrenado el mismo día que en el lanzado de la canción. Dirigido por Willy Rodríguez, Aparece Lola Índigo y Manuel Turizo rotando con focos de luz mediante un disco, sobre la lluvia y nieve.Aparece Lola Índigo con el pelo y el vestido rojo sentada con unas rosas, también en una silla con una estructura de puerta de fuego y también con una pantalla roja en un taburete y atada en una barra de cuatro escaleras metálicas y a Manuel Turizo con gafas en una estructura de puerta de fuego.

## Posicionamiento en listas
| Listas (2024)                         | Mejor posición |
| ------------------------------------- | -------------- |
| España PROMUSICAE (Top 50 Radios)     | 27             |
| España PROMUSICAE (Top 100 Canciones) | 36             |
| España (PROMUSICAE)                   | 21             |

## Certificaciones
| País   | Organismo certificador | Certificación | Ventas certificadas | Ref.  |
| ------ | ---------------------- | ------------- | ------------------- | ----- |
| España | PROMUSICAE             | 4× Platino    | 40 000              | [ 7 ] |